# Aziz Sahmaoui
Aziz Sahmaoui, né au Maroc, est un chanteur et multi-instrumentiste de musique Gnawa.

## Biographie

### Enfance et formation
Il grandit à Marrakech. Dès l’âge de 7 ans, il est initié aux percussions.

### Carrière
À 14 ans, il monte un groupe de folk avec ses copains. Un jour, il remplace un guitariste chaabi au pied levé et commence à jouer dans des groupes confirmé. Adolescent, il touche ses premiers cachets.
Après son baccalauréat, il fait des études de lettres à l’université. Lors d'un voyage en France, il rencontre les musiciens avec qui il forme l’orchestre national de Barbès.

### University Of Gnawa
Depuis 2011, Aziz Sahmaoui tourne avec son nouveau groupe University of Gnawa avec le bassiste et chanteur Alune Wade,le guitariste et chanteur 
Hervé Samb, le joueur de kora et au piano Cheik Diallo, ainsi que le percussionniste Adhil Mirghani.
L’album produit et réalisé par Martin Meissonnier sort en 2011 et remporte un succès critique et populaire, il est suivi par deux autres albums.
Le groupe University of Gnawa a tourné dans toute l'Europe et aux USA, et bien sûr en Algérie, la Tunisie, évidemment dans les grands festivals du Maroc

## Discographie

### Aziz Sahmaoui & Univeristy Of Gnawa
- University Of Gnawa - 2011
- Mazal - 2014
- Poetic Trance - 2019

### Joe Zawinul & The Zawinul Syndicate
- Absolute Zawinul - 2010
- 75th - 2008
- Vienna Nights - 2005

### Ifrikya & Karim Ziad
- Dawi - 2007
- Chabiba  - 2004
- Ifrikya - 2003

### Orchestre national de Barbès
Orchestre national de Barbès
- Poulina - 2000
- En concert - 1998

### Contributions diverses
- Gstättner*Heckel*Sahmaoui - Lava - 2010
- Khaled - Liberté - 2009
- Sixun - Palabre -  2008
- WDR Big Band - Jazz Al' Arab - 2007
- Niño Josele - Niño Josele - MSI Music - 2003
- Nguyên Lê - Maghreb & Friends - 1998

## Style
Il chante en arabe, en français et en anglais.